# Бахшалиев, Таир Шамиль оглы
Таир Шамиль оглы Бахшалиев (азерб. Tahir Şamil oğlu Baxşəliyev, род. 26 апреля 1951, Шахсеван, Ждановский район) — азербайджанский историк, доктор исторических наук, профессор кафедры «истории славянских стран» Бакинского государственного университета.

## Биография
26 апреля, 1951 года родился в районе Бейлагане в селе Шахсевен. 1967 году, в селе Шахсевен закончил среднюю школу с отличием, в том же году поступил в Азербайджанский Государственный Университет (ныне Бакинский государственный университет) исторический факультет.
1972 году закончил с отличием исторический факультет
1973 году В Азербайджанском Государственном Университете был одним из первых стипендиатов имени Карла Маркса. В том же году поступил в аспирантуру при кафедре История СССР.
1980 году защитил кандидатскую диссертацию на тему Интелигенция Советского Азербайджана в годы 60-80-е XX века"
1991 году защитил докторскую диссертацию на тему Развития Азербайджанской интелигенции в 60-70 года Советского Азербайджана.
1994 году получил ученую степень профессора.

## Научная деятельность
1972 году по указу регионной комиссии работал на должности лаборанта на кафедре История СССР.
1975 по 1977 годах при Азербайджанском Государственном Университете работал в комитете комсомола на должности секретаря. В том же году работал преподавателем кафедры История СССР.
1994 −2000 годах работал заведующим кафедры История Тюркских народов и Кавказа
1994—2000 годах работал в Бакинском Государственном Университете на должности проректора по воспитаительным делам. 2014 году работает на кафедре История народов Славянских стран на должности профессора, член факультативного научного совета, и докторской диссертационного совета.

## Избранные труды
- Подготовка научных кадров в высших учебных заведениях аспирантуры Азербайджанской ССР — Научные труды Азербайджанского Государственного Университета имени С. М. Кирова. серия история и философия, 1975 год № 1.
- Восьмая пятилетка в Азербайджанской ССР, некоторые вопросы квалифицированных кадров в высших учебных заведениях Азербайджанской ССР. серия история и философия 1976 № 6.
- И. Б. Берхин История СССР 1917—1937 годы Баку перев с русского на азербайджанский язык. Научно-исследовательская работа, проводимых в высших школах . Научные труды. АГУ. серия история и философия 1978 год
- Подготовка научно-педагогических кадров в высших учебных заведениях Азербайджана в условиях развитого социализма. Научно тематический сборник Научных трудов АГУ. Баку 1981 год.
- К 60-летию СССР для школьников. Баку 1982год развития просвещения в Советском Азербайджане. Сборник научных трудов АГУ тематический сборник об пролетарской диктатуре в СССР и её роль органов. 1984 год
- Рост численности научной интелигенции в девытой пятилетке Азербайджанской ССР. Тематический сборник научных трудов АГУ. Баку 1985 год
- Развития изменения состава интеллигенции в высшего среднего образования в Азербайджанской ССР. Тематический сборник научных трудов АГУ Баку 1986 год.
- О Великом Октябрьской Социалистической Революции школьникам. Баку 1987 год.
- Великий Октябрь и Интеллигенция Советского Азербайджана . Тематический сборник научных трудов АГУ. Баку 1988 год.
- Изменения в составе Азербайджанской интеллигенции ССР Баку, 1989 год.
- Современная история Тюркских народов 1917—1993 годах программа вуза 1993.
- Азербайджанская Демократическая Республика и интелигенция. Культура Просвещения № 1-2 1994 год
- О проблеме древних тюрок в бывшем СССР « Месаж» 14-20 февраля 1995 № 164 Истамбул.
- Общий взгляд на историю современных тюркских народов бывшего СССР. Материалы научной конференции посвященной юбилею 75-летия Бакинского Государственного Университета БГУ 1995 год.
- Некоторые вопросы современной истории тюркских и кавказских народов. Республики Татарстана. Гейдар Алиев в своих выступлениях по вопросами духовного воспитания молодежи. Вестник Бакинского Университета № 1. 1998 год.
- Народы Славянских стран в период второй мировой войны. Программа для магистрантов. Баку. 2015 год
- Вокруг истории Крыма, Турция Туран-Илими фикир ве меденийет вергиси N27, 2016.
- "Slavyan Ölkələri Tarixi " fənni üzrə bakalavr pilləsi üçün proqramm, Bakı, 2017, həmmüəllif
- T.Baxşəliyev H.N.Məmmədovun «Polşanın müasir tarixi (XX əsrin sonları-XXI əsrin əvvəlləri)» Bakı: «Mürtəcim» Nəşriyyatı-Poliqrafiya mərkəzi 2017, 9,5 ç.v. adlı dərs vəsaitinin elmi redaktoru (на азерб)
- Slavyan Ölkələri Tarixi 1917-2015-ci illər, ali məktəblərin bakalavriat səviyyəsi üzrə ixtisas üçün dərslik. Bakı, 2018.ci il (учебник на азерб)